# Dirty Deeds Done Dirt Cheap (International)
Dirty Deeds Done Dirt Cheap er det andet studiealbum der blev udgivet internationalt af det australske hårde rock band AC/DC. Albummet blev udgivet i december 1976 i Europa og udsat i USA til april 1981. Alle sangene er skrevet af Angus Young, Malcolm Young, og Bon Scott.

## Spor
Alle sangene er komponeret af Angus Young, Malcolm Young, og Bon Scott.
1. "Dirty Deeds Done Dirt Cheap" – 4:11 (version i fulde længte) 3:51 (redigeret version)
2. "Love at First Feel" – 3:10
3. "Big Balls" – 2:38
4. "Rocker" – 2:49
5. "Problem Child" – 5:44
6. "There's Gonna Be Some Rockin'" – 3:17
7. "Ain't No Fun (Waiting Round to Be a Millionaire)" – 7:29 (version i fulde længte), 6:57 (redigeret version)
8. "Ride On" – 5:49
9. "Squealer" – 5:14

## Musikere
- Bon Scott – Vokal, Trommer
- Angus Young – Lead guitar, bagvokal
- Malcolm Young – Rytme guitar, bagvokal
- Mark Evans – Bass guitar, bagvokal
- Phil Rudd – Trommer, bagvokal

## Placering på hitlister
Album – Billboard (Nordamerika)
| År   | Hitliste   | Placering |
| ---- | ---------- | --------- |
| 1981 | Pop Albums | 3         |

Singler – Billboard (Nordamerika)
| År   | Single                        | Hitliste        | Placering |
| ---- | ----------------------------- | --------------- | --------- |
| 1981 | "Big Balls"                   | Mainstream Rock | 26        |
| 1981 | "Dirty Deeds Done Dirt Cheap" | Mainstream Rock | 4         |